# Jan Burnewicz

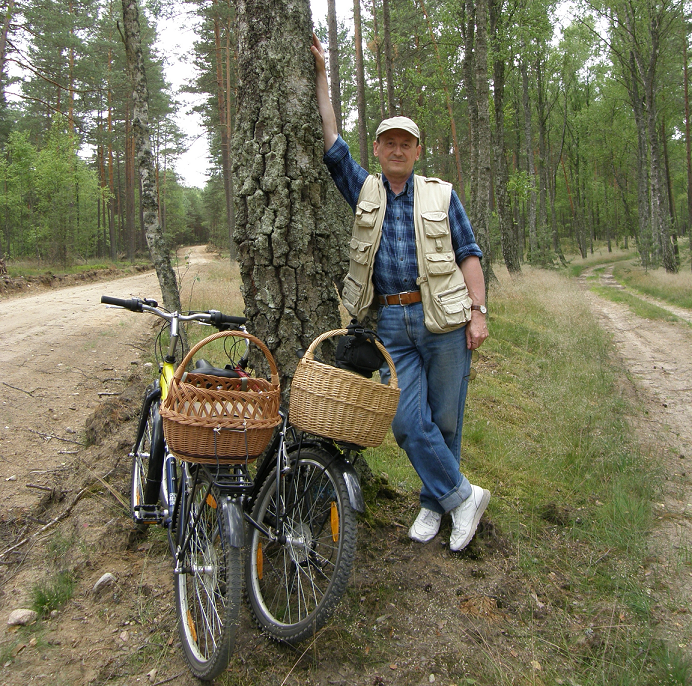
Na rowerze

Jan Burnewicz (ur. 12 czerwca 1947 w Zabrodziu) – polski ekonomista.

## Życiorys
Ukończył liceum ogólnokształcące w Suchowoli, następnie podjął studia w Wyższej Szkole Ekonomicznej w Sopocie, które ukończył w 1970. Od 1972 związany z Uniwersytetem Gdańskim. Tam w 1973 obronił pracę doktorską, w 1983 uzyskał stopień doktora habilitowanego. W 1991 został kierownikiem Katedry Badań Porównawczych Systemów Transportowych. W latach 1993–1996 był prorektorem UG ds. nauki, w latach 1996–2002 dziekanem Wydziału Ekonomicznego UG. W 1994 otrzymał tytuł profesora.
Jest specjalistą z zakresu systemów transportowych, autorem 150 publikacji i ponad 300 prac badawczych, promotorem 9 doktoratów.
W 2005 opublikował monografię „Sektor samochodowy Unii Europejskiej” prezentującą grę interesów ekonomicznych w sferze przemysłu motoryzacyjnego, transportu i logistyki, drogownictwa i motoryzacji indywidualnej.
W 2009 pod jego redakcją ukazała się monografia „Innovative Perspective of Transport and Logistics” prezentująca procesy innowacyjne we współczesnym transporcie i logistyce na świecie oraz nadejście epoki pojazdów elektrycznych i wodorowych.
W 2011 ukazała się jego monografia „Spójny i innowacyjny system transportowy Pomorza” prezentująca wizję tego systemu podporządkowaną konieczności zwiększenia dostępności transportowej Pomorza.
W 2021 ukazała się książka „Filozofia i metodologia nauk ekonomicznych” opublikowana przez Wydawnictwo Naukowe PWN.
W ramach Programów Ramowych Unii Europejskiej był współrealizatorem takich projektów badawczych jak:
- Scenarios for the Trans-European Network (SCENARIOS)[4]
- Strategic Assessment of Corridor Developments
- TEN Improvements and Extensions to the CEEC/CIS (CODE-TEN)[5]
- European Transport Scenarios (SCENES)[6]
- Study of policy regarding economic instruments complementing transport regulation and the undertaking of physical measures (SPECTRUM)[7]
- Cost Allocation of Transport Infrastructure Cost (CATRIN)[8]
- Generalization of Research on Accounts and Cost Estimation (GRACE)[9]

Współpracuje z organizacjami międzynarodowymi zajmującymi się sprawami transportu:
- International Transport Forum (ITF)
- Zrzeszeniem Międzynarodowych Przewoźników Drogowych (IRU)
- Dyrekcją Generalną Mobility and Transport Komisji Europejskiej

## Życie prywatne
Mąż Zofii Burnewicz, filologa z zakresu języka rosyjskiego.

## Odznaczenia i nagrody
- Krzyż Kawalerski Orderu Odrodzenia Polski (2002)[10]
- Złoty Krzyż Zasługi (1995)[11]
- Medal Komisji Edukacji Narodowej
- Srebrny Medal Uniwersytetu Gdańskiego „Doctrinae Sapientae Honestati” (2021)[12]
- Nagroda Naukowa Miasta Gdańska im. Jana Heweliusza w kategorii nauk humanistycznych (2010)[13]